# Patrick Augustine Kalilombe
Patrick Augustine Kalilombe MAfr (* 28. August 1933 in Mua, Malawi (ehemals Nyasaland); † 25. September 2012) war römisch-katholischer Bischof von Lilongwe. 

## Leben
Patrick Augustine Kalilombe studierte von 1949 bis 1954 Philosophie und Theologie am Kachebere Seminar in Mchinji und trat 1954 der Ordensgemeinschaft der Gesellschaft der Missionare von Afrika (Weiße Väter) bei. In Thibar, Tunesien, studierte er 1955 bis 1957 Theologie und empfing am 3. Februar 1958 die Priesterweihe und führte seine Studien an der Päpstlichen Universität Gregoriana in Rom weiter. Nach seelsorgerischem Dienst im Bistum Dedza lehrte er ab 1964 am Kachebere Seminar und wurde 1968 Rektor des Priesterseminars.
Papst Paul VI. ernannte ihn am 6. Mai 1972 zum Bischof von Lilongwe. Die Bischofsweihe spendete ihm am 27. August 1972 sein Amtsvorgänger Joseph Fady MAfr; Mitkonsekratoren waren Emmanuel Milingo, Erzbischof von Lusaka, und Cornelius Chitsulo, Bischof von Dedza. Am 20. Dezember 1979 nahm Papst Johannes Paul II. sein Rücktrittsgesuch an. 
Nach einem Konflikt der katholischen Kirche mit dem Staatspräsidenten und Diktator Hastings Banda im Jahre 1976 wurde er aufgefordert, das Land zu verlassen. Nach kurzer Zeit kehrte er zurück und wurde im Juli 1976 unter Hausarrest gestellt. Erst 1979 musste er sein Bischofsamt aufgeben.
Kalilombe absolvierte von 1977 bis 1979 ein Promotionsstudium an der University of California, Berkeley. Von 1980 bis 1996 lehrte an verschiedenen Universitäten, darunter als Third World Lecturer am Mission Department of the Selly Oak Colleges in Birmingham. 1987 wurde er Direktor des Ecumenical Centre for Black and White Christian Partnership. 1996 kehrte er nach Malawi zurück und lehrte von 1998 bis 2008 an der Universität Malawi.